# Douglas Eric Holland-Martin
Douglas Eric "Deric" Holland-Martin (Londra, 10 aprile 1906 – Kemerton, 6 gennaio 1977) è stato un ammiraglio britannico.
Dopo il servizio nella seconda guerra mondiale, durante la quale operò principalmente come comandante di cacciatorpediniere nel teatro bellico del mar Mediterraneo, nel dopoguerra ricoprì l'incarico di Secondo lord del mare e comandante in capo nelle forze navali della NATO nel Mar Mediterraneo.

## Biografia
Nato a Londra come quarto dei sei figli di un bancario, dopo gli studi alla West Downs School di Winchester entrò nella Royal Navy nel 1920 frequentando i corsi del Royal Naval College di Osborne House e del Britannia Royal Naval College di Dartmouth, uscendone nel maggio 1924 con il grado di Midshipman. Dopo alcuni incarichi a bordo delle navi da battaglia HMS Iron Duke e HMS Resolution nel mar Mediterraneo, frequentò il Royal Naval College di Greenwich venendo promosso sottotenente nel maggio 1927 e quindi tenente nel marzo 1929. Negli anni 1930 svolse alcuni incarichi a bordo di unità navali dislocate nelle Indie orientali e in Cina, ottenendo una promozione a tenente comandante nel marzo 1937.
Dopo lo scoppio della seconda guerra mondiale nel settembre 1939, Holland-Martin ottenne il suo primo comando, quello del cacciatorpediniere HMS Tartar in forza alla Home Fleet di Scapa Flow, con cui prese parte alle prime operazioni belliche contro la Germania nazista nel Mare del Nord. Dall'aprile 1940 passò a comandare il cacciatorpediniere di scorta HMS Holderness di base a Portsmouth, operando nella scorta dei convogli navali nella zona del canale della Manica e lungo la costa orientale dell'Inghilterra. Promosso comandante alla fine del 1940, svolse incarichi a terra presso l'Ammiragliato ma alla fine di luglio 1941 tornò al fronte come ufficiale esecutivo del cacciatorpediniere HMS Nubian assegnato alla Mediterranean Fleet. Dopo un periodo di incarico a terra presso la base navale di Colombo a Ceylon dal gennaio al giugno 1942, Holland-Martin tornò nel Mediterraneo come comandante del cacciatorpediniere Nubian, con cui partecipò agli scontri navali con le forze dell'Asse; in particolare, il 3-4 maggio 1943 guidò le forze britanniche durante la battaglia del convoglio Campobasso, azione per la quale ottenne l'onorificenza del Distinguished Service Order. Dal 9 settembre partecipò alle operazioni anfibie dello sbarco a Salerno, ottenendo per questo l'onorificenza della Distinguished Service Cross.
Nell'aprile 1944 Holland-Martin tornò in patria per assumere il comando del cacciatorpediniere HMS Faulknor, schierato nelle acque delle Isole britanniche, con cui prese parte alle operazioni navali dello sbarco in Normandia; dal giugno 1945, e anche dopo la fine della guerra, fu invece assegnato come assistente presso l'ufficio del Secondo lord del mare. Promosso capitano nel giugno 1946, dal 1947 al 1949 si trasferì a Buenos Aires per svolgere l'incarico di addetto navale britannico per l'Argentina, il Paraguay e l'Uruguay. Rientrato in patria, dall'agosto 1949 divenne ufficiale comandante della 4th Destroyer Flotilla con insegna sul cacciatorpediniere HMS Agincourt; nel settembre 1951 si sposò con Rosamund Mary Hornby, presidentessa della National Society for the Prevention of Cruelty to Children (un ente caritatevole britannico per l'infanzia), la quale gli diede poi un figlio e una figlia.
Dopo altri incarichi di stato maggiore all'Ammiragliato, tra la fine del 1953 e il luglio 1954 Holland-Martin divenne comandante della portaerei HMS Eagle, per poi svolgere incarichi di comando presso lo stato maggiore della Mediterranean Fleet ottenendo una promozione a retroammiraglio nel luglio 1955. Rientrato in patria nel 1957, fu vicecapo del personale presso l'Ammiragliato ottenendo poi, nel febbraio 1958, il grado di viceammiraglio e la nomina a Secondo lord del mare, incarico che mantenne fino alla fine del 1959. In seguito, promosso ammiraglio nel marzo 1961, fu dal 1961 al 1964 comandante in capo delle forze navali britanniche nel Mediterraneo e responsabile delle Allied Forces Mediterranean della NATO; il suo ultimo incarico fu quello di comandante dell'Imperial Defence College, lasciando quindi il servizio nel febbraio 1966. Dopo il congedo lavorò per l'Imperial War Museum, di cui fu anche presidente, oltre a ricoprire l'incarico onorario di Lord Lieutenant of Hereford and Worcester; morì quindi il 6 gennaio 1977 nella sua casa di Kemerton nel Worcestershire.